# Vlag van Jacksonville

Bold New City of the South, Huidige vlag van Jacksonville, sinds 1976

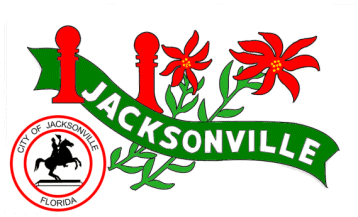
Vorige vlag van Jacksonville, 1914–1976

De huidige vlag van Jacksonville werd aangenomen door de stad Jacksonville (Florida) op 24 februari 1976. Hij werd ontworpen door Don Bozeman, de winnaar van een ontwerpwedstrijd voorafgaand aan het Bold CityFest van 1975, de jaarlijkse viering van de consolidatie van de stad en de county. De vorige vlag, aangenomen in 1914, werd als verouderd beschouwd.
Het bruine silhouet van een bereden Andrew Jackson is afkomstig van een bronzen standbeeld in het stadscentrum. Het vertegenwoordigt de geschiedenis en de naamgever van de stad. De zonnestraal staat voor een mooie toekomst. Het silhouet van de kaart van de stad/provincie met de St. Johns River door het midden toont de geconsolideerde gemeenschap en de grote invloed van de rivier. De kleur oranje is belangrijk in the sunshine state (de zonnige staat) en twee van Jacksonville's buurten heten Mandarin en Orange Park.